# Всеукраїнська асоціація видавців та розповсюджувачів преси
Всеукраїнська асоціація видавців та розповсюджувачів преси, ВАВРП — одне з найстаріших громадських об'єднань засобів масової інформації в Україні, була заснована в Києві 1996 році як добровільне, неприбуткове, неурядове об'єднання. Зареєстрована за адресою: 03049, м. Київ, вул. Уманська, будинок 31, квартира 13. Адреса для листування: а/с 10, м. Київ, Київська обл., 03049.
Членами Асоціації є розповсюджувачі та видавці преси, інші юридичні особи, діяльність яких пов'язана з виданням та розповсюдженням періодичних видань.
Підприємствами-членами ВАВРП розповсюджується в роздріб та по передплаті до 90 % всіх видань в Україні. Організація входить в Український союз промисловців і підприємців.
ВАВРП є членом всесвітньовідомих організацій:
- з 2005 р. — DISTRIPRESS (Цюрих, Швейцарія)
- з 2006 р. — FIPP (Лондон, Велика Британія).
- Всесвітня асоціація газет, новин та видавців (WAN-IFRA)[6]

З лютого 2010 року ВАВРП є офіційним представником в Україні Асоціації європейських журналістів — як Українська секція AEJ.

## Діяльність
Захист професійних інтересів розповсюджувачів та видавців преси в Україні, формування в країні цивілізованого ринку преси, системи розповсюдження періодики, а також захист прав та інтересів членів Асоціації.
Основними напрямками діяльності Асоціації:
- вивчення ринку друкованої продукції, створення умов та правил для розповсюджувачів друкованих ЗМІ в Україні
- інформаційна, науково-методична, організаційна та інша допомога видавцям та розповсюджувачам періодичної друкованої продукції
- співпраця з громадсько-політичними організаціями з метою реалізації та захисту політичних, економічних та інших прав своїх членів, а також захист прав громадян на вільний доступ до інформації
- розвиток міжнародних зв'язків у галузі видання та розповсюдження друкованих засобів масової інформації, вступ до міжнародних організацій видавців та розповсюджувачів друкованої продукції.

## Ключові особи
Президентом ВАВРП до січня  2013 р. був Рудзицький Артур.